# Rally Logatec
Rally Logatec je bil organiziran novembra leta 2002. Rally je organizirala Zveza za avtošport Slovenije AŠ 2005. Zmagal je Tomaž Jemc Ford Escort WRC. Drugouvrščen je bil Mitja Klemenčič Mitsubishi Lancer EVO4 tretji pa Miha Rihtar Subaru Impreza Turbo.

## Zmagovalci
| Leto | Dirkač     | Sovoznik       | Dirkalnik       |
| ---- | ---------- | -------------- | --------------- |
| 2002 | Tomaž Jemc | Matjaž Korošak | Ford Escort WRC |